# Northrop YB-49
Il Northrop YB-49 fu un bombardiere strategico sviluppato dall'azienda aeronautica statunitense Northrop per conto dell'United States Air Force (USAF), l'aeronautica militare statunitense, nella seconda metà degli anni quaranta.
Rimasto allo stadio di prototipo, coniugava la configurazione di tipo ala volante (flying wing), sperimentata da John Knudsen "Jack" Northrop fin dagli anni trenta, con la propulsione a reazione. Sostanzialmente si trattava di una versione a reazione del quadrimotore ad elica Northrop YB-35, che aveva volato solo un anno prima.

## Storia del progetto
Con il programma del B-35 molto in ritardo fin dal 1944, e la fine dell'aereo a pistoni in vista, il contratto di produzione per l'aereo fu cancellato in maggio. Tuttavia il progetto era ancora abbastanza interessante da convincere l'Air Force a continuare il lavoro sull'aereo di pre-produzione a scopo di test. Tra le richieste ce n'erano due per un aereo a reazione.
L'aereo rappresentò il culmine delle sperimentazioni di Jack Northrop sulla configurazione tuttala; il progettista mise a frutto l'esperienza maturata sin dal 1929 con l'X-216H e si avvalse dello studio del tedesco Horten Ho 229, un caccia-bombardiere tuttala con motori a getto, di cui un esemplare fu inviato alla Northrop Corporation subito dopo la fine della guerra per valutazioni.

### Primo volo del YB-49
Il primo aereo volò il 1º ottobre 1947, e si dimostrò superiore alla sua controparte a pistoni. Il YB-49 segnò sia un record non ufficiale di durata volando ad una quota superiore a 12.200 metri per sei ore, e un record di volo transcontinentale, volando dalla base aerea di Murdoc in California fino alla base aerea di Andrews a Washington in 4 ore e 20 minuti.

### Schianto dell'aereo e morte del pilota Glen Edwards
Tuttavia il programma subì un certo numero di contrattempi, non ultimo il disastroso incidente di uno dei prototipi, che provocò la morte del pilota, il capitano Glen Edwards (dal quale prese nome la Edwards Air Force Base), del maggiore Daniel Forbes, e di altri tre uomini dell'equipaggio. Probabilmente l'aereo era andato in stallo a un'altitudine molto bassa, ed era andato incontro a cedimento strutturale quando dovette sopportare forze eccessive causate dal tentativo di riprendere il controllo.
Nel settembre 1948, l'Air Force ordinò di costruire un ricognitore designato RB-49A, ma venne presto cancellato: era chiaro che altri aerei potevano soddisfare la specifica, incluso il nuovo B-52.
Alcuni esperti di aerodinamica hanno recentemente proposto la teoria che l'instabilità dell'YB-49 derivasse dal fatto che l'aereo era adattato dal Northrop YB-35 senza tener conto della necessità di ridisegnare l'ala dopo la rimozione dei propulsori; il YB-35 in volo non aveva problemi di instabilità perché le eliche dei motori agivano come dischi nel flusso alare e formavano una notevole superficie stabilizzatrice, assente negli esemplari con motore a getto. A causa di un basso smorzamento direzionale, il bombardiere durante le prove di bombardamento tendeva a richiamare. La Northrop stava lavorando su un sistema per aumentare la stabilità, quando il programma fu sospeso.
I test sull'altro Northrop YB-35 terminarono nel 1948, con alcuni problemi alla piattaforma di bombardamento e la tendenza dei motori a prendere fuoco. Il 15 marzo 1950, il programma fu cancellato, e per coincidenza il prototipo mentre stava facendo manovra fu totalmente distrutto da un incendio. Il prototipo da ricognizione, l'YRB-49 volò nel 1950. Dopo la cancellazione del programma, gli aerei rimanenti furono distrutti.

## Curiosità
- Vi sono rarissime sequenze filmate, specialmente a colori, dell'YB-49; appare però nel film La guerra dei mondi del 1953 (dove l'aereo rappresenta una delle massime conquiste della tecnologia umana dell'epoca). Le immagini fanno rimpiangere che non sia stato preservato nemmeno uno di questi particolarissimi velivoli: a titolo di paragone, il rivale B-47[3] venne prodotto in oltre 2 000 esemplari. Curiosamente, un ruolo analogo nel film Independence Day è svolto dal pronipote dell'YB-49, il Northrop-Grumman B-2 Spirit (anche se solo in forma di effetti speciali: nel film non sono state usate sequenze di repertorio).

- Il YB-49 è anche al centro del romanzo Oro Blu di Clive Cussler, pubblicato nel 2000.

- Il B-2 Spirit e l'YB-49 hanno la stessa apertura alare: 52,40 m. ed entrambi sono costruiti dalla Northrop.

### Riviste
- (EN) Michael O'Leary, Wings of Northrop, Part One, in Air Classics, Volume 43, Number 12, Challenge Publications, Inc, dicembre 2007, ISSN 0002-2241 (WC · ACNP).